# Brandon Adams
Brandon Quintin Adams (Topeka, 22 agosto 1979) è un attore statunitense.

## Filmografia parziale

### Cinema
- Moonwalker, regia di Jerry Kramer, Colin Chilvers, Jim Blashfield (1988)
- La casa nera (The People Under the Stairs), regia di Wes Craven (1991)
- Stoffa da campioni (The Mighty Ducks), regia di Stephen Herek (1992)
- I ragazzi vincenti (The Sandlot), regia di David M. Evans (1993)
- Killer Machine (Ghost in the Machine), regia di Rachel Talalay (1993)
- Piccoli grandi eroi (D2: The Mighty Ducks), regia di Sam Weisman (1994)
- Beyond Desire, regia di Dominique Othenin-Girard (1995)

### Televisione
- Benson (1986) - 1 episodio
- Il cane di papà (Empty Nest) (1988; 1990) - 2 episodi
- Tutti al college (A Different World) (1989-1991) - 5 episodi
- Polly, regia di Debbie Allen (1989) - film TV
- Willy, il principe di Bel-Air (The Fresh Prince of Bel-Air) (1991; 1994) - 2 episodi
- Moesha (1998; 2001) - 4 episodi